# Huta Nauli (Dolok Masihul)
Huta Nauli is een bestuurslaag in het regentschap Serdang Bedagai van de provincie Noord-Sumatra, Indonesië. Huta Nauli telt 1193 inwoners (volkstelling 2010).